# Joaquín Hernández (basket-ball)
Pour les articles homonymes, voir Joaquín Hernández.
Joaquín Hernández, né le 5 février 1933, à Bilbao, en Espagne et mort le 20 janvier 1965, à Madrid, en Espagne, est un ancien joueur et entraîneur espagnol de basket-ball. Il évolue au poste de meneur.

## Palmarès
Joueur
- Champion d'Espagne 1955, 1957
- Vainqueur des Jeux méditerranéens de 1955

Entraîneur
- Coupe des clubs champions 1964
- Finaliste des Jeux méditerranéens de 1963